# Greg Evtushevski
Gregory „Greg“ Evtushevski  (* 4. Mai 1965 in Saint Paul, Alberta) ist ein ehemaliger kanadisch-deutscher Eishockeyspieler, der während seiner Karriere unter anderem für den EC Ratingen und Krefelder EV in der Bundesliga sowie für Krefeld, die Kassel Huskies und Frankfurt Lions in der Deutschen Eishockey Liga (DEL) aktiv war.

## Karriere
Evtushevski begann seine Spielerlaufbahn 1982 bei den Kamloops Blazers in der Western Hockey League (WHL), der kanadischen Juniorenliga. Er trug dort die Rückennummer #26, die wegen seiner bedeutenden Leistungen dort nicht mehr vergeben wird. Im NHL Entry Draft 1983 wurde in der siebten Runde an 125. Position von den New Jersey Devils ausgewählt.
Nachdem er in der NHL nicht berücksichtigt worden war, wechselte Evtushevski im Sommer 1987 nach Deutschland. Beim EC Bad Nauheim in der 2. Bundesliga erzielte er in seinen ersten beiden Spielzeiten fast drei Scorerpunkte pro Spiel, konnte den Abstieg der Nauheimer in der Saison 1989/90 aber nicht verhindern konnte. Ebenso gute Leistungen brachte er in den darauffolgenden beiden Spielzeiten von 1989 bis 1991 beim ECD Sauerland, die auch zweitklassig waren, und bei denen er 201 Punkte in 77 Spielen schaffte. Im Jahre 1991 wechselte er wieder zurück zum wieder aufgestiegenen EC Bad Nauheim.
Zur Spielzeit 1992/93 wurde Evtushevski vom EC Ratingen verpflichtet, mit dem er in der Bundesliga antrat. Nach einem Jahr zog er weiter zum Krefelder EV, mit dem er im Jahr 1994 die Gründung der Deutschen Eishockey Liga (DEL) erlebte. Nachdem er die deutsche Staatsbürgerschaft angenommen hatte, spielte er zudem bei der Weltmeisterschaft 1994 für Deutschland.
Zur Spielzeit 1995/96 wechselte Evtushevski zu den Kassel Huskies, mit denen er in der Saison 1996/97 den deutschen Vizemeistertitel erlangte. Dort verzeichnet er 150 Scorerpunkte und fast 400 Strafminuten in 208 Spielen während seiner fünf Jahre andauernden Teamzugehörigkeit. Wegen seiner Verletzungsanfälligkeit wurde sein Vertrag bei den Huskies im Jahr 2000 aber nicht erneut verlängert.
Evtushevski schloss sich den Frankfurt Lions an, für die er in 82 Spielen 34 Scorerpunkte erzielte und anschließend seine Karriere beendete.

## Erfolge und Auszeichnungen
- 1983 Presidents-Cup-Gewinn mit den Kamloops Junior Oilers
- 1985 WHL (West) First All-Star-Team
- 1986 Presidents-Cup-Gewinn mit den Kamloops Blazers
- 1990 Meister der 2. Bundesliga mit dem ECD Sauerland
- 1997 DEL-Vizemeister mit den Kassel Huskies

## Karrierestatistik

### International
Vertrat Deutschland bei:
- Weltmeisterschaft 1994

(Legende zur Spielerstatistik: Sp oder GP = absolvierte Spiele; T oder G = erzielte Tore; V oder A = erzielte Assists; Pkt oder Pts = erzielte Scorerpunkte; SM oder PIM = erhaltene Strafminuten; +/− = Plus/Minus-Bilanz; PP = erzielte Überzahltore; SH = erzielte Unterzahltore; GW = erzielte Siegtore; 1 Play-downs/Relegation; Kursiv: Statistik nicht vollständig)